# Elshan Moradiabadi

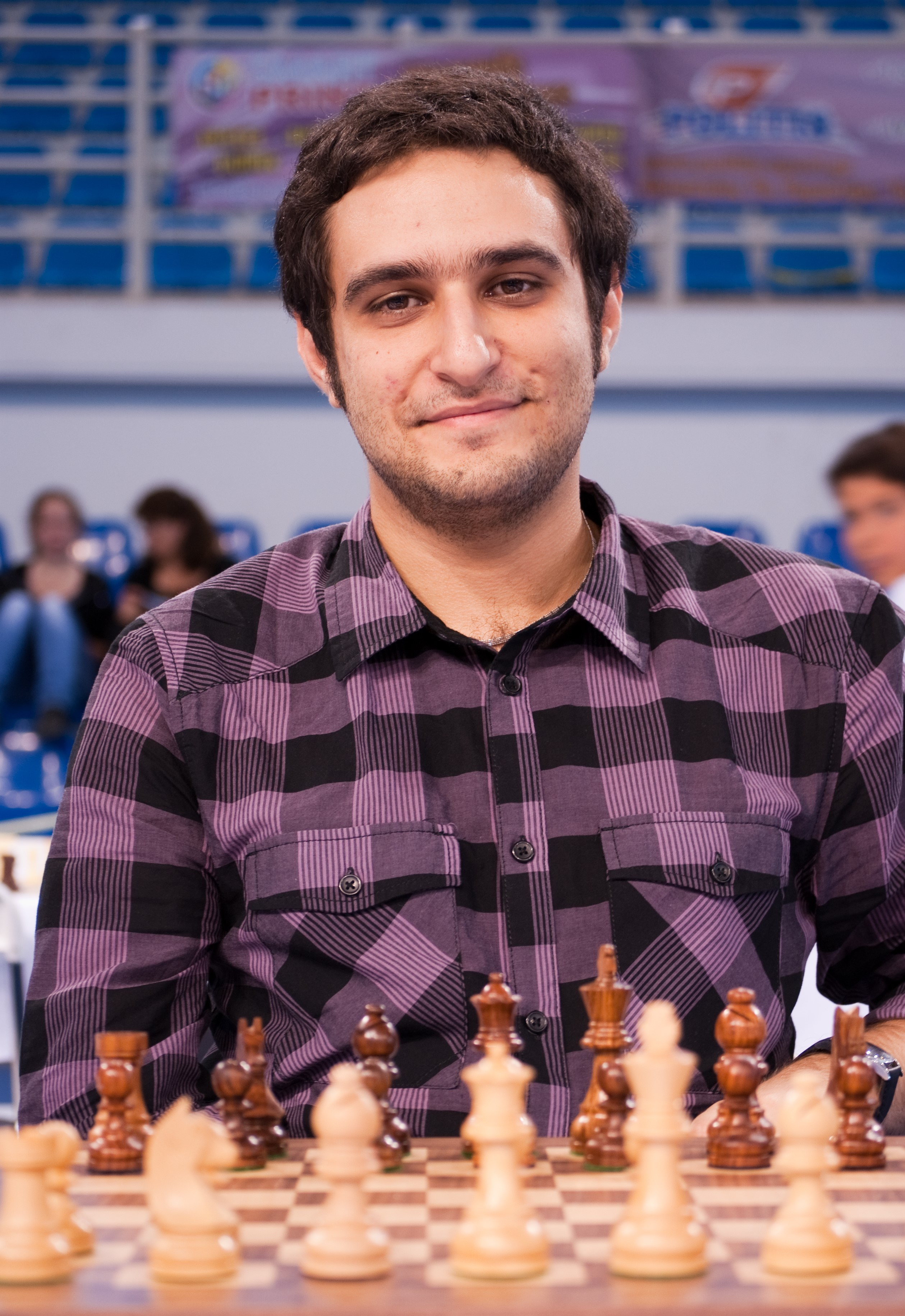
Elshan Moradiabadi

Elshan Moradiabadi (Perzisch: الشن مرادی ابدی) (Teheran, 22 mei 1985) is een schaker uit Iran, met FIDE-rating   2568 in 2017. Hij is sinds 2005 een grootmeester (GM). 
Op 16-jarige leeftijd won hij in 2001 het schaakkampioenschap van Iran met 10 punten uit 11. 
In 2008 was hij lid van het Iraanse nationale team dat op de derde plaats eindigde (voor Hongarije, de VS en India) bij de eerste World Mind Sports Games, gehouden in Beijing. 
In november 2009 werd Moradiabadi  gedeeld  3e–8e met Anton Filippov, Vadym Malachatko, Merab Gagunashvili, Alexander Shabalov en Niaz Murshed in het Ravana Challenge toernooi in Colombo.
In 2011 nam hij deel aan het toernooi om de Wereldbeker schaken, maar werd in de eerste ronde uitgeschakeld door Leinier Dominguez.
In 2012 won hij met Texas Tech University de "Final Four" van de competitie tussen onderwijsinstellingen. In 2015 won hij met het schaakteam van Texas Tech University het Pan-Amerikaanse schaakkampioenschap voor teams van onderwijsinstellingen. 
In februari 2017 speelde Moradiabadi voor de eerste keer namens de United States Chess Federation.

## Opleiding
Van 1996 tot 2003 volgde hij een opleiding aan de Iraanse NODET-school: National Organization for Development of Exceptional Talents. Vervolgens begon hij een studie aan de Sharif University of Technology, waar hij afstudeerde met een  B.Sc.-graad in chemische technologie. 
Moradiabadi behaalde zijn MBA-graad aan het Rawls College of Business. 

## Externe koppelingen
- (en)   Informatie over schaakpartijen van Elshan Moradiabadi op ChessGames.com
- (en)   Informatie over schaakpartijen van Elshan Moradiabadi op 365chess.com
- (en)  FIDE-ratinggegevens voor Elshan Moradiabadi